# João d'Ávila Moreira Lima
Dom João d'Ávila Moreira Lima (Itabirito, 30 de agosto de 1919 — Rio de Janeiro, 30 de setembro de 2011) foi um bispo católico brasileiro e auxiliar da Arquidiocese de São Sebastião do Rio de Janeiro.
No dia 21 de junho de 1982 o Papa João Paulo II o nomeou bispo titular de Lesina e auxiliar da Arquidiocese do Rio de Janeiro. Foi ordenado no dia 24 de agosto do mesmo ano juntamente com Dom José Palmeira Lessa, na Catedral do Rio de Janeiro, pelo Cardeal Eugênio Sales.